# علم العقاب
علم العقاب أو علم العقوبات (بالإنجليزية: Penology)‏ هو العلم المختص بدراسة وسائل معاقبة وقمع السلوك الإجرامي ومنعه ومعاملة السجناء.
علم العقاب من العلوم المهمة في حياة الفرد والمجتمع، لولا هذا العلم لفقدنا الحس بالأمان والراحة، ولزاد الإجرام والتوحش بين الناس وزادت الكراهية والحقد كثيراً.
يعتقد أن العقاب شيء سيئ وجهة نظر صحيحة، ولكن في أوقات معينة عندما يكون الإنسان المُعاقِب سيئ فقد يعاقب دون سبب معين، ولكن يعاقب فحسب. ولكن العقاب الصحيح مطلــوب للأفراد الذين يخالفون القانون ويعيثون فساداً.
يعَد علم العقاب فرعًا من علم الإجرام، ويتناول فلسفة مختلف المجتمعات وممارساتها في محاولاتها لقمع الأنشطة الإجرامية، وإرضاء الرأي العام عبر نظام معاملة مناسب للأشخاص المدانين بارتكاب جرائم جنائية.
يعرّف قاموس أوكسفورد الإنجليزي علم العقاب بأنه «دراسة عقوبة الجريمة، وإدارة السجون»، وبهذا المعنى، فإنه يعادل الإصلاحات.
يهتم علم العقاب بفعالية تلك العمليات الاجتماعية المبتكرة والمعتمدة بهدف منع الجريمة، من خلال قمع النية الإجرامية أو تثبيطها بفضل الخوف من العقاب. لذا فإن دراسة علم العقاب تتعلق بمعاملة السجناء، وإعادة التأهيل اللاحقة للمجرمين المدانين. ويشمل أيضًا بعض جوانب المراقبة (إعادة تأهيل الجناة في المجتمع)، وكذلك علم السجون المتعلقة بالاحتجاز الآمن، وإعادة تدريب الجناة في المؤسسات المؤمنة.
يهتم علم العقاب بالعديد من المواضيع والنظريات، من ضمنها تلك المتعلقة بالسجون (إصلاح السجون، وإساءة معاملة السجناء، وحقوق السجناء، والانتكاسية)، فضلًا عن نظريات أغراض المعاقبة (الردع، والمعاقبة، والتحجيم، وإعادة التأهيل). يهتم علم العقاب المعاصر بشكل أساسي بإعادة التأهيل الجنائي، وإدارة السجون. نادرًا ما ينطبق مصطلح علم العقاب على نظريات المعاقبة وممارستها في بيئات أقل رسمية مثل تربية الأبناء، والإجراءات التصحيحية في المدرسة ومكان العمل.

## نظرة تاريخية

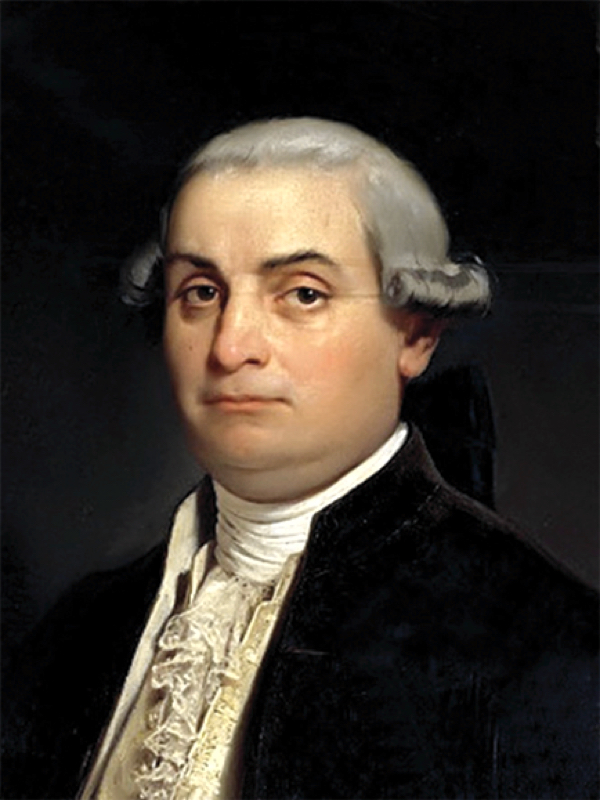
سيزار بيكاريا (1738-1794)، أبو النظرية الجنائية الكلاسيكية

اعتمدت النظريات التاريخية على فكرة أن العواقب المخيفة قد تُثبط الجناة المحتملين. يمكن العثور على أمثلة على هذا المبدأ في القانون الدراكوني في اليونان القديمة، والقانون الدموي الذي استمر في عصر النهضة في إنجلترا، عندما وُقِّعت -في أوقات مختلفة- عقوبة الإعدام في أكثر من 200 جريمة. وبالمثل، قد تفرض عقوبات مخيفة إذا اُرتكبت جريمة تقع تحت طائلة الحدود طبقًا للحديث النبوي في الشريعة الإسلامية.
تستند النظريات الحديثة حول معاقبة المجرمين وإعادة تأهيلهم كثيرًا إلى المبادئ الواردة في الكتيب المؤثر «حول الجرائم والعقوبات» الذي نشره سيزار، ماركيز بيكاريا في 1764. يركز هذا الكتيب على مفهوم التناسب. يختلف هذا في هذا الصدد عن العديد من أنظمة العقوبات السابقة، مثل القانون الدموي في إنجلترا، الذي بموجبه كانت عقوبة السرقة هي نفسها بصرف النظر عن القيمة المسروقة، ما أدى إلى ظهور التعبير الإنجليزي: «إنك ستشنق سواء سرقت خروفًا أم حملًا». جعل التطور اللاحق لأفكار بيكاريا مفهوم العقوبة غير المميتة أكثر قبولًا. لذا، تجب إعادة دمج السجناء المدانين في المجتمع عندما تنتهي عقوبتهم.
نتيجة لذلك، طور أخصائيو علم العقاب برامج للتربية المهنية والنفسية للمجرمين المحتجزين في السجون، ومجموعة من أوامر الخدمة والمراقبة المجتمعية التي توفر التوجيه والرعاية اللاحقة للجاني داخل المجتمع. ومع ذلك، من المهم الحفاظ على فرض قدر من العقاب على منتهكي القانون من أجل الحفاظ على النظام الاجتماعي، وتخفيف الغضب الشعبي الذي قد يتسبب في مطالبات بالانتقام القاسي.
تحول علم العقاب في العصر الحديث من العقوبة القائمة على العقاب إلى شكل من أشكال التقويم المجتمعي. تشتمل الإصلاحات المجتمعية على إدارة الجناة والإشراف عليهم في المجتمع. يتبع هؤلاء الجناة الأوامر التي تفرضها المحكمة إما بدل السجن، أو شرطًا لإطلاق سراحهم بإفراج مشروط من السجن. وهذا يعني أنه يجب عليهم تقديم تقارير منتظمة إلى ضابط إصلاحياتهم المجتمعية، وقد يضطرون إلى المشاركة في العمل المجتمعي غير مدفوع الأجر، وبرامج إعادة التأهيل.